# Juan Fernández de Tovar

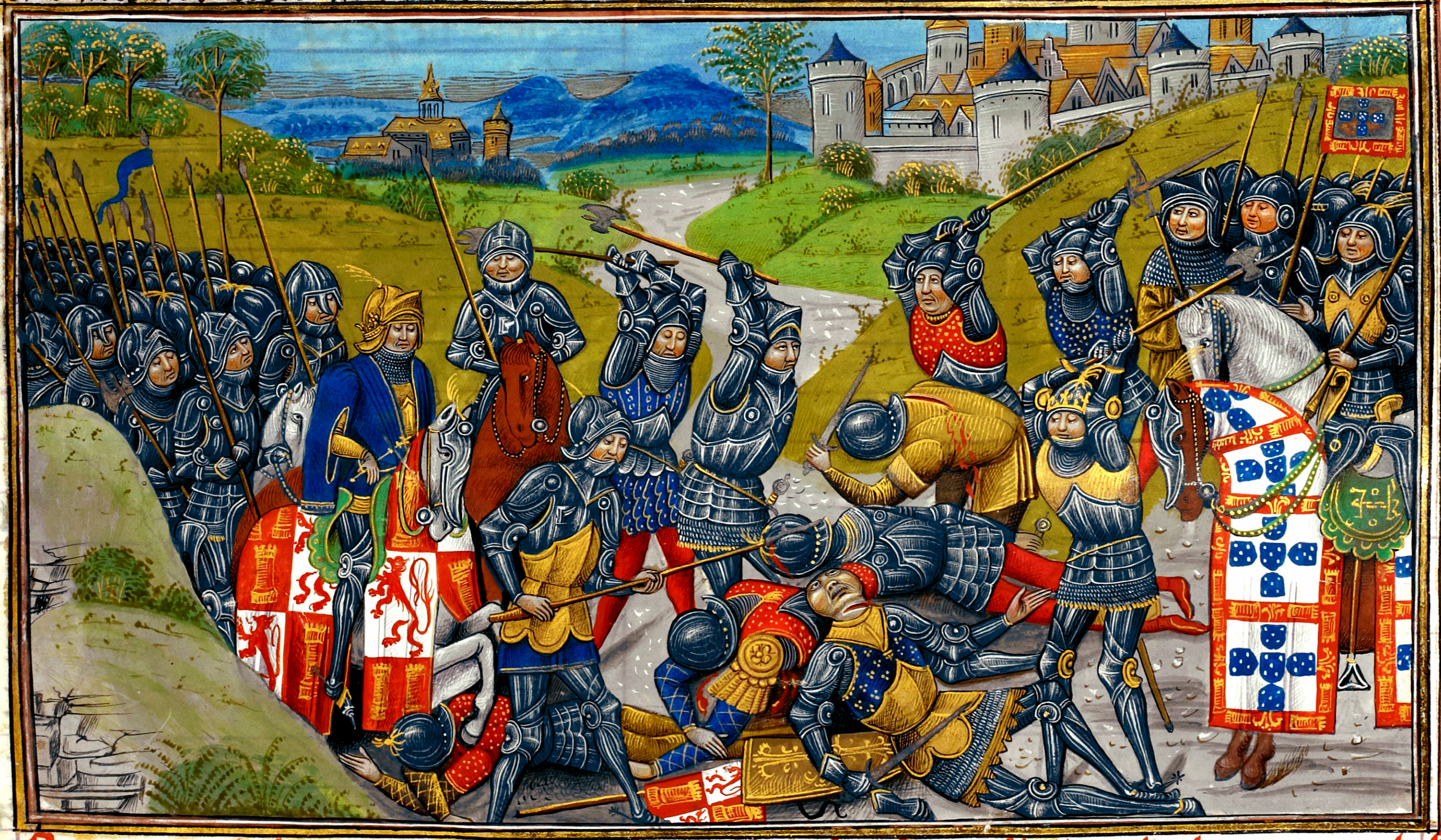
Die Schlacht von Aljubarrota von Jean d’Wavrin (Chronique d’Angleterre)

Juan Fernández de Tovar (* 1340; † 14. August 1385 in Aljubarrota, Portugal, Herr von Berlanga und Admiral von Kastilien) war ein kastilischer Seemann. Er starb während der Schlacht von Aljubarrota.

## Biografie
1384 wurde er auf Anweisung von König Johann I als Admiral von Kastilien Nachfolger seines Vaters Fernando Sánchez de Tovar, der an der Pest gestorben war während der Belagerung von Lissabon, einer der Kriegshandlungen in der Portugiesischen Revolution von 1383. Er war der 21. Admiral von Kastilien. Allerdings hielt er den Titel nur für ein Jahr, da er während der Schlacht von Aljubarrota, in der die kastilischen Truppen vernichtend geschlagen wurden, durch mehrere Pfeile getroffen und getötet wurde. Die Schlacht führte zum Sieg Portugals über Kastilien in diesem Krieg.
Er wurde Herr von Berlanga durch seine Heirat mit Elvira Leonor Tellez von Kastilien, die Nichte Heinrichs II. Diese Hochzeit mit der königlichen Familie war möglich, weil Fernando Sánchez de Tovar (Vater von Juan) ein entschlossener Verteidiger von Heinrich II. war in seinen Kämpfen um den Thron von Kastilien gegenüber seinem Stiefbruder Peter I. Mit ihr hatte er einen Sohn.

## Bibliografie
- Díaz González, Francisco Javier; Calderón Ortega, José Manuel (2001). «Los almirantes del „Siglo de Oro“ de la marina castellana medieval». En la España medieval (Servicio de Publicaciones de la Universidad Complutense de Madrid) (24): 311–364. ISSN 0214-3038. (spanisch)